# Agaricomycetidae
Agaricomycetidae Parmasto – podklasa grzybów należąca do klasy pieczarniaków (Agaricomycetes).

## Systematyka
Według aktualizowanej klasyfikacji Index Fungorum bazującej na Dictionary of the Fungi do klasy tej należą:
- rząd Agaricales Underw. 1899 – pieczarkowce
- rząd Amylocorticiales K.H. Larss., Manfr. Binder & Hibbett 2010
- rząd Atheliales Jülich 1981 – błonkowce
- rząd Boletales E.-J. Gilbert 1931 – borowikowce
- rząd Hymenochaetales Oberw. 1977
- rząd Jaapiales Manfr. Binder, K.H. Larss. & Hibbett 2010
- rząd Lepidostromatales B.P. Hodk. & Lücking 2014
- rodzaje incertae sedis: Anixia Fr., Asporothrichum Link, Ceraceopsis Hjortstam & Ryvarden, Grandiniochaete Rick, Korupella Hjortstam & P. Roberts, Minnsia Ellis & Everh., Phlyctibasidium Jülich, Taiwanoporia T.T. Chang & W.N. Chou, Tuberculinia Velen.